# Folleville (Eure)
Folleville ist eine französische Gemeinde mit 192 Einwohnern (Stand 1. Januar 2022) im Département Eure in der Region Normandie (vor 2016 Haute-Normandie). Sie gehört zum Arrondissement Bernay und zum Kanton Beuzeville.

## Geografie
Folleville liegt etwa zehn Kilometer nordwestlich von Bernay in der Landschaft Lieuvin. Die Gemeinde hat eine Enklave in östlicher Richtung, die durch die Gemeinde Le Theil-Nolent getrennt wird. Umgeben wird Folleville von den Nachbargemeinden Le Favril im Norden, Bazoques im Norden und Nordosten, Boissy-Lamberville im Osten, Courbépine im Südosten und Osten, Duranville im Süden und Südwesten, Barville im Westen sowie Saint-Aubin-de-Scellon im Nordwesten.

## Bevölkerungsentwicklung
| Jahr                       | 1962 | 1968 | 1975 | 1982 | 1990 | 1999 | 2006 | 2013 | 2020 |
| Einwohner                  | 232  | 230  | 200  | 193  | 181  | 173  | 182  | 216  | 195  |
| Quellen: Cassini und INSEE |      |      |      |      |      |      |      |      |      |

## Sehenswürdigkeiten

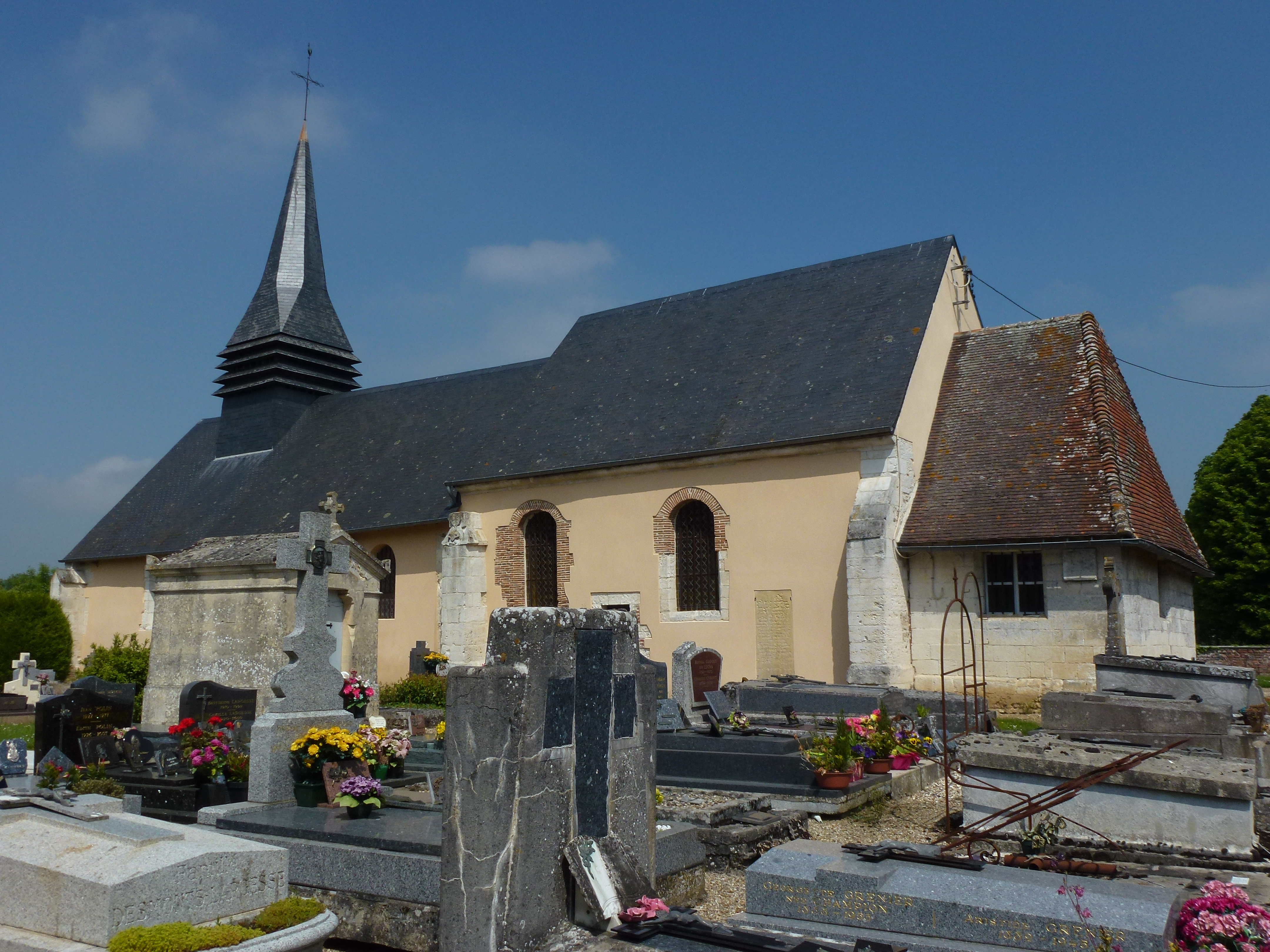
Kirche Notre-Dame

- Kirche Notre-Dame